# Casa particular (Porrera)
La Casa particular és una obra de Porrera (Priorat) inclosa a l'Inventari del Patrimoni Arquitectònic de Catalunya.

## Descripció
Aquesta casa és una de les més típiques de Porrera i d'altres indrets de muntanya. Pot servir d'exemple per veure com són la majoria de les cases. És de tres pisos, essent l'últim les golfes, que són una galeria d'arcs de mig punt. La majoria de cases no estan arrebossades i es pot veure la pedra de color fosc. Els carrers són bastant estrets i amb molta pendent.